# غيث جمعة
غيث جمعة، لاعب كرة قدم قطري.
أعاره الخور سابقاً لأندية الخور والأهلي والسيلية والريان ونادي معيذر .

## روابط خارجية
- غيث جمعة على موقع Soccerway.com (الإنجليزية)